# Castillo de Platamon
El  Castillo de Platamon o (en griego: κάστρο του Πλαταμώνα) es un castillo de la época bizantina media (siglo X) que se encuentra al sureste del Monte Olimpo, en una posición estratégica que controla la salida del valle de Tempe, a través del cual pasa la carretera principal que conecta Macedonia con Tesalia y la Grecia meridional. La torre, que da a la carretera, es una imponente fortaleza medieval. Los turcos tomaron el castillo alrededor de 1386, pero pronto volvió a estar ocupado por otras fuerzas y más de 100 turcos fueron quemados vivos dentro del castillo.